# Aki Schmidt
Alfred Schmidt, noto come Aki Schmidt (Dortmund, 5 settembre 1935 – Dortmund, 11 novembre 2016), è stato un allenatore di calcio e calciatore tedesco, di ruolo centrocampista.

## Carriera
Giocò nel Borussia Dortmund, con cui vinse due campionati tedeschi nel 1957 e nel 1963, una Coppa di Germania nel 1965 ed una Coppa delle Coppe l'anno seguente. Divenne poi allenatore e vinse un'altra Coppa di Germania con i Kickers Offenbach.

## Palmarès

### Giocatore

#### Competizioni nazionali
- Campionato tedesco: 2

Borussia Dortmund: 1956-1957, 1962-1963
- Coppa di Germania: 1

Borussia Dortmund: 1964-1965

#### Competizioni internazionali
- Coppa delle Coppe: 1

Borussia Dortmund: 1965-1966